# Procometis acharma
Procometis acharma är en fjärilsart som beskrevs av Edward Meyrick 1908. Procometis acharma ingår i släktet Procometis och familjen plattmalar. Inga underarter finns listade i Catalogue of Life.